# 櫛腕厚瓷蟹
櫛腕厚瓷蟹（学名：Pachycheles pectinicarpus）为瓷蟹科厚瓷蟹屬下的一个种。